# یاکوبووسکیه
یاکوبووسکیه (به لاتین: Jakubowskie) یک روستا در لهستان است که در گمینا بوتشکی واقع شده‌است.